# Містус
Mystus — рід риб з родини Bagridae ряду сомоподібних. Має 47 видів.

## Опис
Загальна довжина представників цього роду коливається від 7 до 46 см. Голова коротка. Очі невеличкі, прикриті наростами. У них 4 пари вусиків, з яких 1 пара коротких — на верхній щелепі, 2 пари довгих — на нижній щелепі, 1 пара довгих — на підборідді. Тулуб видовжений або веретеноподібний. Спинний плавець високий з низьким жалом, основа цього плавця невеличка. Задня лінія більш зігнута, ніж лінія черева. Черевні плавці невеличкі з шипом. Жировий плавець відносно довгий. Анальний плавець помірно довгий. Хвостовий плавець середнього розміру, роздвоєно.
Забарвлення коливається від сріблястого до чорного кольору.

## Спосіб життя
Зустрічаються в прісних і солонуватих водоймах. Населяють різні біотопи, але більшість видів воліє середні і великі рівнинні та передгірні річки з каламутною водою і спокійною течією, торф'яні, озера, луки і заплави. Тримається біля піщано-мулистого або глинистого дна. Хижаки. Живляться водними безхребетними і дрібною рибою.
Запливають в затоплені ділянки лісу для розмноження. Більшість видів нерестяться на мілині біля затоплених колод і великих каменів.

## Розповсюдження
Поширені від Китаю до Індонезії й від Лаосу до Афганістану.

## Види
- Mystus abbreviatus(інші мови) (Valenciennes, 1840)
- Mystus alasensis(інші мови) H. H. Ng & Hadiaty(інші мови), 2005
- Mystus albolineatus(інші мови) T. R. Roberts(інші мови), 1994
- Mystus ankutta(інші мови) Pethiyagoda, N. K. A. Silva & Maduwage, 2008
- Mystus armatus (F. Day(інші мови), 1865)[1]
- Mystus atrifasciatus(інші мови) Fowler, 1937
- Mystus bimaculatus(інші мови) (Volz(інші мови), 1904)
- Mystus bleekeri(інші мови) (F. Day(інші мови), 1877)
- Mystus bocourti (Bleeker, 1864)
- Mystus canarensis(інші мови) S. Grant, 1999
- Mystus carcio(інші мови) (F. Hamilton, 1822)[2]
- Mystus castaneus(інші мови) H. H. Ng, 2002
- Mystus catapogon(інші мови) Plamoottil, 2016[3]
- Mystus cavasius(інші мови) (F. Hamilton, 1822)
- Mystus celator Ng & Kottelat, 2023
- Mystus cineraceus H. H. Ng & Kottelat, 2009
- Mystus dibrugarensis (B. L. Chaudhuri, 1913)[4]
- Mystus falcarius Chakrabarty & H. H. Ng, 2005
- Mystus gulio (F. Hamilton, 1822)
- Mystus heoki Plamoottil & Abraham, 2013[5]
- Mystus horai Jayaram, 1954
- Mystus impluviatus H. H. Ng, 2003
- Mystus indicus Plamoottil & Abraham, 2013[5]
- Mystus irulu Vijayakrishnan and Praveenraj. 2022[6]
- Mystus keletius (Valenciennes, 1840)
- Mystus keralai Plamoottil, 2014  (Kerala Mystus)
- Mystus leucophasis (Blyth, 1860)
- Mystus malabaricus (Jerdon, 1849)
- Mystus menoni  Plamoottil, 2013  (Idukki Mystus)
- Mystus montanus (Jerdon, 1849)
- Mystus multiradiatus T. R. Roberts, 1992
- Mystus mysticetus T. R. Roberts, 1992
- Mystus nanus Sudasinghe, Pethiyagoda, Maduwage & Meegaskumbura, 2016[7]
- Mystus ngasep Darshan, Vishwanath, Mahanta & Barat, 2011[8]
- Mystus nigriceps (Valenciennes, 1840)
- Mystus oculatus (Valenciennes, 1840)
- Mystus pelusius (Solander, 1794)
- Mystus prabani Darshan, Abujam, Humar, Parhi, Singh, et al. 2019[9]
- Mystus pulcher (B. L. Chaudhuri, 1911)
- Mystus punctifer H. H. Ng, Wirjoatmodjo & Hadiaty, 2001
- Mystus rhegma Fowler, 1935
- Mystus rufescens (Vinciguerra, 1890)
- Mystus seengtee (Sykes, 1839)
- Mystus singaringan (Bleeker, 1846)
- Mystus tengara (F. Hamilton, 1822)[10]
- Mystus velifer H. H. Ng, 2012[11]
- Mystus vittatus (Bloch, 1794)
- Mystus wolffii (Bleeker, 1851)
- Mystus zeylanicus H. H. Ng & Pethiyagoda, 2013[12]

## Акваріумістика
Соми цього роду відрізняються невибагливістю і швидким звиканням до неволі. Існує два основних типи оформлення акваріума для них. Перший — це ємність від 100—150 літрів. На дно насипають суміш великого і середнього піску. Як укриття поміщають корчі. 40—50 % площі засаджують рослинністю. У такі акваріуми поміщають представників групи Тенгара — M. tengara, M. pulcher, M. rhegma, M. rufescens, M. bimaculatus. Сомів даної групи рекомендується утримувати групою від 5 штук. Сомики частенько з'ясовують стосунки між собою, без особливих наслідків, часто грають ганяючись один за одним.
Для великих Mystus групи Бокорті — M. bocourti, M. gulio, M.cavasius водойму оформляють інакше. По-перше, ємність для них повинна бути побільше — 200—300 літрів. На дно насипають дрібний пісок сірого кольору і зверху укладають безліч великих корчів. Рослини (велетенська валіснерія) висаджують уздовж задньої стінки, але їх може і не бути. Соми даної групи одинаки. Групове утримання можливо у великих акваріумах. У великих акваріумах розміщують різні види великих Mystus. Для M. leucophasis акваріум оформляють як для сомів групи Тенгара, але додають плаваючі на поверхні рослини з широким листям, або німфеї. Але селити цей вид краще з іншими великими представниками роду або іншими великими рибами, здатними постояти за себе.
У їжу вживають будь-які живі корми, але з легкістю переходять на замінники (фарш з морепродуктів). Представників групи Тенгара можна привчити і до сухого корму. З технічних засобів знадобиться внутрішній фільтр середньої потужності для створення помірної течії, компресор. Температура тримання повинна становити 20—26 °C.